# ويلهلم شيرير
ويلهلم شيرير (بالألمانية: Wilhelm Scherer)‏ هو كاتب وبروفيسور نمساوي، ولد في 26 أبريل 1841 في غولرسدورف في النمسا، وتوفي في 6 أغسطس 1886 في برلين في ألمانيا.